# Milton (Vermont)
Milton és una ciutat de l'Estat de Vermont dels Estats Units d'Amèrica. Forma part del comtat del Chittenden. Segons el cens del 2010, té una població de 10.352 habitants. Segons una llegenda local, la vila va rebre el nom en honor del poeta anglès John Milton, però és més probable que es degui a William FitzWilliam, 4t comte FitzWilliam, qui tenia el títol de vescomte Milton.
Milton va ser la localització d'alguna de les escenes de la pel·lícula dels germans Farrelly Me, Myself & Irene, protagonitzada per Jim Carrey i Renée Zellweger.

## Demografia
Segons la Oficina del Cens en 2000 els ingressos mitjans per llar en la localitat eren de $ 49,379 i els ingressos mitjans per família eren $ 50,972. Els homes tenien una renda mediana de $ 36,149 enfront dels $ 27,256 per a les dones. La renda per capita de la població era de $ 20,048. Al voltant del 5.1% de la població estaven per davall del llindar de pobresa.